# Nauplion (gmina)
Nauplion (gr. Δήμος Ναυπλιέων, Dimos Nafplieon) – gmina w Grecji, w administracji zdecentralizowanej Peloponez, Grecja Zachodnia i Wyspy Jońskie, w regionie Peloponez, w jednostce regionalnej Argolida. Siedzibą gminy jest Nauplion. W 2011 roku liczyła 33 356 mieszkańców. Powstała 1 stycznia 2011 roku w wyniku połączenia dotychczasowych gmin: Nauplion, Nae Tirinta, Midea i Asini.